# Kenichi Tanimura
Kenichi Tanimura (født 26. januar 1995) er en japansk fodboldspiller.